# Sandra Rombouts
Sandra Rombouts, née le 29 septembre 1976 à Rijsbergen est une coureuse cycliste néerlandaise.

## Palmarès sur route
- 1992
  - 3e du championnat des Pays-Bas sur route juniors
- 1993
  - 2e du championnat des Pays-Bas sur route juniors
  - 5e du championnat du monde sur route juniors
- 1996
  - 3e de Paardenmarktronde van Alblasserdam
- 1999
  - Wessem
- 2000
  - 2e de Districtskampioenschap Zuid-West-Nederland
  - 3e de RaboSter Zeeuwsche Eilanden
- 2001
  - 5e étape de Albstadt
  - Stausee Rundfahrt
  - 3e de Acht van Chaam
  - 3e de 's-Heerenberg
  - 3e de Zoetermeer 
  - 3e de Varik
- 2002
  - 3e de RaboSter Zeeuwsche Eilanden
- 2003
  - Büttgen-Kaarst
  - 1re étape de Holland Ladies Tour (clm par équipes)
- 2005
  - Waasmunster
  - 4e étape de Holland Ladies Tour (clm par équipes)
  - 2e de De Klinge
- 2006
  - 1re étape du Tour de l'Aude
  - Papendal
  - Arendonk
  - 2e de Acht van Chaam
  - 2e de Wortel
  - 2e de Oostmalle
  - 2e de Barendrecht
  - 2e de Brasschaat/Maria-ter-Heide
  - 2e de Brasschaat, Memorial Marc Van Beek

### Grands tours

#### La Grande Boucle
4 participations
Tour Cycliste Feminin
- 1996 : 24e
- 1999 : 47e

La Grande Boucle
- 1999 : 54e
- 2002 : 36e

#### Tour d'Italie
4 participations
- 2001 : 39e
- 2004 : 78e
- 2005 : 20e
- 2006 : 28e